# Formica japonica
Formica japonica é uma espécie de formiga do gênero Formica, pertencente à subfamília Formicinae.